# کنتریل (آیووا)
کنتریل (به انگلیسی: Cantril) شهری در ایالت آیووا کشور ایالات متحده آمریکا است که جمعیت آن در سرشماری سال ۲۰۱۰ میلادی، ۲۲۲ نفر بوده‌است.